# Saturnalia Temple
Saturnalia Temple ist eine schwedische Stoner-Doom-Band aus Stockholm, die im Jahr 2006 gegründet wurde.

## Geschichte
Die Band wurde vom Sänger und Gitarristen Tommy „Tommie“/„Daemon Kajgal“ Eriksson 2006 (ex-Therion, ex-Nocturnal Rites) gegründet. Auf dem 2007er Demo UR besteht die Gruppe neben Eriksson aus dem Schlagzeuger Paul, dem Gitarristen Konstantin Papavassiliou und dem Bassisten Ignatius of Loyola. Der Tonträger erschien zudem auch als Audiokassette bei Nuclear Winter Records. Im Jahr 2009 folgte eine selbstbetitelte EP, auf der Peter als neuer Bassist zu hören ist. 2011 erschien das Debütalbum Aion of Drakon, worauf die Gruppe aus Erkisson, Paul und Peter besteht. Danach wurde am 11. September 2011 Paul durch den neuen Schlagzeuger Mikael „Micke“ Norrby ersetzt. Norrby wurde später durch Jens Gustavsson ersetzt, der allerdings am 15. Juli 2013 verstarb. Danach übernahm Eriksson im Studio das Schlagzeug, während die Band live mit verschiedenen Schlagzeugern spielte. Im Februar 2015 ging die Gruppe mit einem Live-Schlagzeuger auf Europatournee mit Auftritten in Frankreich, den Niederlanden, Deutschland, Belgien und Österreich. Zudem wurde ein Musikvideo zum Lied To the Other veröffentlicht. Im selben Monat erschien das gleichnamige Album bei Listenable Records. Hierauf ist Tim Call als Schlagzeuger zu hören.

## Stil
Janne Stark bezeichnete die Musik der Band in seinem Buch The Heaviest Encyclopedia of Swedish Hard Rock and Heavy Metal Ever! als einfache Mischung aus Black Sabbath, Hawkwind und Hellhammer mit leichten Einflüssen von britischem Heavy Metal der 1980er Jahre. Er ordnete die Musik dem Death Doom zu. Laut theantifleshnimbus.wordpress.com spielt die Band Doom Metal mit okkulten Themen. Im Interview gab Eriksson an, dass er versuche in den Liedern kaum Effekte zu verwenden, außer etwas Delay beim Gesang und bei der E-Gitarre sowie ein Wah-Wah-Effektgerät. Auch John von lurkersgrave.com bemerkte in seiner Rezension zu Aion of Drakon die okkulte Thematik der Lieder. Die Musik ähnele der von Pentagram, Black Sabbath und Celtic Frost. Der Bass klinge sehr tief und den E-Gitarren könne man einen starken Einsatz von Fuzz-Effekten anhören. Laut Simon Dümpelmann vom Rock Hard spielt die Band Doom Metal, der schroff und hypnotisch ist. Zudem beziehe sich die Gruppe stärker auf okkulte Themen als andere Bands des Genres. Im Interview mit Dümpelmann gab Erkisson an, dass er sich nie mit der Absicht hinsetze, um Lieder zu schreiben. Stattdessen warte er auf den entsprechenden Geisteszustand, wodurch „Songs aus zeitlosen Erfahrungen wachsen, aber in Blitzmomenten geboren werden“. Die Lieder würden dann oft sofort aufgenommen werden und direkt auf dem Album landen. Eine Ausgabe zuvor hatte Andreas Schiffmann To the Other rezensiert. Er beschrieb die Musik als eine Mischung aus Black Metal, Space Rock und Doom Metal. Zudem klinge die Musik psychedelisch.
Auf The Sludgelord wird die Musik von Saturnalia Temple als einsam trostloser Stoner Metal mit Andeutungen gewaltsam entstellten Occult Rock’s.
In der Kritik zum zweiten Album werden auf Stormbringer.at die Anteile des Stoner Rock als für Saturnalia Temple obligatorisch bezeichnet. Der Band werden dort extreme Auswüchse aus Doom, Stoner und Drone bescheinigt.
Auf Roadburn.com wird die Musik als „Stoner Psychedelic Black Doom“ umschrieben und mit einer deutlich verlangsamen Version der Stoner-Rock-Band Kyuss verglichen.
Auf Monkey Castle wird die Musik als „eine krude Mischung aus Doom /Stoner-Metal mit blackmetallischem Gesang“ bezeichnet, welche der „Stoner/Doom Fraktion, die über den Tellerrand schauen kann“ empfohlen wird.

## Diskografie
- 2007: UR (Demo, Eigenveröffentlichung)
- 2009: Saturnalia Temple (EP, Nuclear Winter Records)
- 2010: On the Powers of the Sphinx (Split mit Nihil Nocturne und Nightbringer, The Ajna Offensive)
- 2011: Aion of Drakon (Album, Nuclear Winter Records)
- 2013: Impossibilum (EP, The Ajna Offensives)
- 2015: To the Other (Album, Listenable Records)